# Rhinaphena discocellularis
Rhinaphena discocellularis är en fjärilsart som beskrevs av Embrik Strand 1920. Rhinaphena discocellularis ingår i släktet Rhinaphena och familjen mott. Inga underarter finns listade i Catalogue of Life.